# 아인잘루트 전투
아인잘루트 전투(영어: Battle of Ain Jalut)는 1260년 9월 3일 현재는 요르단강 서안 지구(웨스트 뱅크)라 불리는 지방의 북부인 팔레스타인의 갈릴리, 제즈리엘 계곡에서 쿠투즈가 이끄는 이집트계 맘루크 술탄국군이 키트부카가 이끄는 시리아 주둔 몽골 제국군 및 기독교도 제후연합군을 격파한 전투이다.
많은 역사가는 이 전투를 거시 역사학 측면에서 몽골군 정복이 공세 종말점에 이르렀음을 나타내는 아주 큰 사건으로 여긴다. 아인잘루트 전투는 몽골군이 겪은 최초 결정적인 패배였다. 몽골군은 비록 전에 실패를 겪었더라도 언제나 되돌아와 실패를 설욕하였다. 그러나 아인잘루트 전투는 몽골인들이 완전히 패배한 최초 전투다. 몽골 일칸국 제왕 훌라구칸은 다시는 이집트에 들어가지 못했고, 그가 페르시아에 건설한 칸국은 오직 맘루크들을 단 한번 격파했을 뿐 1300년 동안 몇 개월을 제외하고 레바논과 시리아를 재점유하지 못했다.

## 배경
몽케칸이 1251년 몽골의 대칸으로 즉위했을 때, 그는 즉각적으로 세계제국을 위한 그의 할아버지 징기스칸의 계획을 이루기 위해 착수했다. 서방의 나라들을 정복하는 업무를 지휘하기 위해, 몽케칸은 그의 동생이자, 또다른 칭기스칸의 손자인 훌라구 칸을 선택했다.
군대를 모집하는 데 5년이 걸렸다. 그러므로 훌라구 칸이 1256년까지는 정복을 시작할 준비를 마치지 못했다. 페르시아의 몽골 본영으로부터 명령이 내려지자, 홀라구는 남진했다. 몽케칸은 저항없이 항복하는 이들에게 잘 대해주고 저항하는 자는 철저히 파괴하도록 명령을 내렸다. 홀라구와 그의 군대는 자신들의 길을 가면서 그 시대의 가장 강력하고 오래된 왕조들을 점령하였다. 몽골군의 진로에 있던 다른 나라들은 몽골에게 국권을 양도하고 몽골군의 일부로 합류하였다.
원정군은 유목지역으로 가장 최적지였던 아제르바이잔 방면으로 진격하던 중 1260년 시리아 북부로 침공하여 알레포를 점령했다. 몽골군에게는 십자군이 시리아 북부에 세웠던 기독교도의 여러 정권 및 킬리키아 아르메니아 왕국, 거기에 쟈지라-아나톨리아 방면의 이슬람교도의 여러 정권이 복속하였다.
몽골군이 바그다드에 도착했을 때, 그들의 군대는 실리시아인, 아르메니아인, 그리고 심지어 안티오크 공국에서 항복한 프랑크 인의 군대도 포함되어 있었다. 페르시아에 있는 하쉬샤신이 함락되자, 500년된 바그다드의 아바스 칼리프 왕조는 파괴되었다.(1258년 바그다드의 전투)그리고 아이유부 왕조의 다마스쿠스 역시 함락되었다. 훌라구의 계획은 팔레스타인을 통해 이집트로 향해 남진을 하여 마지막 남은 이슬람 정권인 맘루크 술탄국과 대치하는 것이었다.
한편, 당시 이슬람 정세는 아이유브 정권 하에서 이집트, 레바논-시리아, 이라크 등지로 분열되어 있었고, 본 전투가 있기 10여년전 이집트를 침공해들어온 루이 9세의 7차 십자군 원정군을 상대하느라 국력은 소모되었고 정세는 불안했다. 이러한 상황에서 1250년 5월 2일 아이유브 술탄국의 마지막 술탄 '투란 샤'가 암살당하고 맘루크들이 카이로에서 정권을 잡게 됨으로써, (비록 이집트에서나마) 강력한 정권이 탄생하게 되었다.

## 이집트에 온 몽골사신
1260년 훌라구는 카이로의 쿠투즈에게 항복을 권하는 사자를 보낸다.
| “ | 동과 서의 왕중의 왕인 대칸으로부터, 우리의 칼을 도망쳐 떠나간 맘루크의 쿠투즈에게. 너는 다른 나라들에 어떤 일이 벌어졌는지 생각해야 하며 우리를 받아들여야 할 것이다. 너는 우리가 어떻게 광대한 제국들을 정복하고, 더렵혀지고 무질서한 세상을 정화하였는지 들었을 것이다. 우리는 광대한 지역을 점령하고 무수한 사람들을 학살했다. 너는 우리 군대의 위용을 피해 도망갈 수 없을 것이다. 도대체 그대가 어디로 도망갈 수 있겠는가? 어떤 길을 사용해 너는 우리를 피할 것인가? 우리의 말들은 빠르고, 우리의 화살은 날카로우며, 우리의 검은 낙뢰와도 같고, 우리의 심장은 산과도 같이 단단하며, 우리의 병사는 모래알보다도 무수하다. 요새는 우리를 저지하지 못하고, 어떠한 무기도 우리를 막을 수 없다. 신에게 기도하는 너희의 사제는 우리에게 아무런 효력이 없을 것이다. 우리는 눈물이나 비탄에 의해 감동받아 움직이지 않는다. 오직 우리에게 자비를 구걸하는 것만이 안전할 것이다. 전장의 불꽃이 치켜오르기 전에 답장을 서둘러라. 저항할 경우, 너는 가장 끔찍한 대참사에 고통받으리라. 우리는 너의 모스크를 산산이 박살내고, 너의 신의 나약함을 드러내며, 너의 아이들과 노인들을 한꺼번에 죽일 것이다. 지금 너는 우리의 진군을 막아서고 있는 유일한 적이다. | ” |

그러나 쿠투즈는 사자를 살해하고, 그들의 머리를 카이로의 문 중 하나인 밥 주웨일라에 효시하였다.
힘의 동력이 몽골 제국에서 일어난 내부의 상황으로 인해 변화했다. 몽케 대칸이 죽었다. 그리고 홀라구와 다른 몽골인들은 그의 후계자가 되기 위해 고향으로 돌아갔다. 대칸이 될 가능성이 있는 홀라구는 자신의 군대의 대부분을 그와 함께 몽골로 향했고, 그의 휘하의 뛰어난 장수이자 투르크족이며 기독교인인 키부카 노얀에게 겨우 하나, 혹은 두개의 만인대(1만에서 2만)정도 되는 훨씬 적은 숫자의 병사만을 남겼다. 키부카의 군대는 시리아의 저항군을 격파하는 데 성공했다. 그리고 또한 팔레스타인을 지나 남진하였다.
맘루크의 술탄 쿠투즈는 이때 휘하의 맘루크이며 몽골의 다마스쿠스와 시암의 대부분 지역이 함락된 이후 이슬람을 이들로부터 지키기를 원했던 바이바르스와 동맹을 맺었다.
이때, 몽골군측은 아크레에 거점을 두고 있는 십자군 예루살렘 왕국의 잔당들과 함께 프랑크-몽골 동맹을 맺으려 시도하였다. 그러나 교황 알렉산데르 4세는 이를 금하고 시돈의 율리안은 키부카의 손자 중 하나를 죽음에 이르게 한 사건을 저질렀다. 분노한 키부카는 시돈을 약탈했다. 아크레의 남작들은, 비록 그들이 맘루크를 적으로 여기고 있었지만, 몽골을 더욱 큰 위협으로 여기게 되었다. 그리고 십자군은 두 세력 사이에서 중립적인 위치를 선택했다. 이례적으로, 십자군 세력은 이집트 맘루크들이 그들의 영토를 통해 북쪽으로 저항없이 진군하고, 아크레의 근처에서 재보급하여 야영하는 것에 동의했다. 쿠투즈는 상대적으로 적은 키부카 휘하의 몽골군 보다 이점을 가지고 있었고 양군은 갈릴래아에서 격돌했다.

## 전투

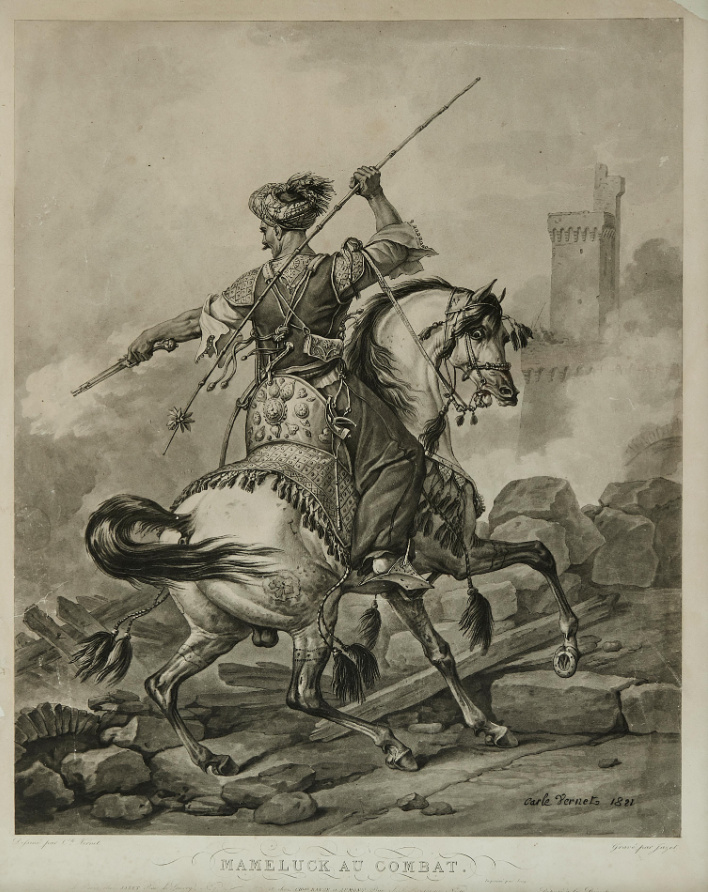
맘루크 술탄국의 맘루크 기병, 1810년

맘루크군과 몽골군은 1260년 6월 성지에 진을 쳤다. 맘루크군의 화물은 몽골군의 전략에 대처하기 위해 특별히 준비되었다. 그들의 대부분은 투르크, 체르케스 계 종족의 민족으로 이집트의 술탄이 콘스탄티노플에서 구입한 이들이었고, 이들은 나일강에 있는 섬에 위치한 맘루크의 사령부에서 훈련되었다. 그들은 스스로 위대한 기병일 뿐만 아니라 몽골의 병력과 무기와 같은 스텝의 전술에도 친숙했다. 이후, 이집트는 특히 군대를 지원하기 위해 존재하는 듯했다.
그들은 9월 3일 아인 잘루트에서 만났고, 양군의 군대는 약 2만정도 되었다. 맘루크군은 거짓 퇴각으로 몽골군을 격파하였다. 그러나 대부분의 군세가 몽골의 야만적인 공격에 의해 압도되었다. 쿠투즈는 전력의 보존을 위해 근처 계곡에 숨어있던 기병들과 함께 성공적인 반격을 이끌도록 자신의 군대를 독려하였다. 몽골군은 퇴각하기 시작했고, 키부카는 체포되어 사형당했다. 특히 맘루크 술탄국의 중장기병들은 누구도 명확하게 수행하지 못했던 접근전에서 몽골군을 확실하게 제압하는 과업에 성공하였다.
아인 잘루트의 전투는 폭발하는 대포(아라비아 어로 모이드파)가 사용된 최초의 전투 중 하나로 널리 알려져 있다. 이 폭발하는 대포는 몽골의 말과 기병들을 공포에 질리게 하고 몽골군의 부대를 혼란에 빠트리기 위해 맘루크의 이집트 인들에 의해 사용되었다. 이 대포의 폭발성 화약 구성은 후에 14세기 아라비아 군사 요람에서 묘사되었다.

## 영향
아인 잘루트의 승리 후에 카이로로 돌아오는 도중, 바이바르스는 사냥여행 도중 쿠투즈를 배신하고 그를 살해했다. 그리고 스스로 술탄이 되었다. 그의 후계자는 1291년 팔레스타인의 최후의 십자군 국가를 멸망시켰다. 몽골군은 아인 잘루트 전투로부터 1년도 지나지 않아 제1차 홈스의 전투에서 또다시 패했고, 팔레스타인으로부터 완벽하게 추방되었다.

내부에서 벌어진 분란은 훌라구 칸으로 하여금 아인 잘루트의 치명적인 패배를 복수하기 위해서 맘루크에 대하여 자신의 전군을 동원하는 것을 방해하였다. 러시아에 있는 킵차크 칸국의 칸 베르케 칸은 이슬람으로 개종하고, 그의 사촌이 이슬람의 정신적 맹주인 아바스 칼리프를 파괴하는 것을 공포에 질려 보았다. 무슬림 역사가 라시드 앗 딘은 베르케가 바그다드를 공격하는 것을 막기 위해 몽케칸에게 메시지를 보낸 것으로 기록되어 있다.(당시 베르케는 몽케가 중국에서 죽은 것을 모르고 있었다.) 
| “ | 그는 무슬림의 모든 도시들을 약탈하고 칼리프를 죽음으로 내몰았습니다. 신의 도움으로 나는 그가 너무 많은 고귀한 피를 흘리는 것에 대하여 책임을 묻기 위해 불렀습니다. | ” |

맘루크는 무슬림이며, 그의 사촌과 친하지 않은 베르케라는 스파이를 통해 정보를 얻음으로써, 신중하게 그들의 나라를 훌라구와 그의 칸국으로부터 보호했다.
쿠빌라이를 최후의 대칸으로 선정함으로써, 몽골의 왕위 계승이 최종적으로 끝난 후, 훌라구는 1262년 그의 땅으로 돌아왔다. 그리고 그의 군대를 이끌고 아인 잘루트에서 복수를 하기 위해 맘루크를 공격했다. 그러나 베르케 칸은 홀라구에 대항하여 성지에서 북방에 이르는 그의 영지에 대하여 급습을 시작했다. 훌라구는 1263년 카프카스 산맥의 북부 침략을 시도했다가, 몇 번의 패배를 겪게 되었다. 이는 몽골인들간의 최초의 내전이었고, 통합된 제국의 최후를 알리는 상징이었다.
훌라구는 아인 잘루트 이후에 맘루크를 공격하기 위해서 약 2개 만인대에 해당되는 소수의 군대를 보낼 수 있을 뿐이었다. 훌라구 칸은 1265년 사망했고, 그의 후계자이자 아들 아바카는 자신의 왕조를 설립했다.
훌라구 이후의 다른 칸들도 시리아, 레바논을 탈환하기 위한 시도를 계속하였다. 그리고 많은 전투를 벌였다. 1303년 맘루크는 몽골과 샤크하브에서 최후의 전투를 벌여 몽골을 패퇴시켰다. 맘루크 술탄왕조는 엄격한 셀림의 대까지 약 250년간 중동을 지배했고, 오스만 제국이 맘루크 왕조를 멸망시켰다. 베르케 칸과 그의 후계자들은 모스크바의 공작이 1480년 우그라 강의 대첩에서 그들의 왕국으로부터 모스크바가 독립할 때까지 240년간 동유럽을 지배했다. 가장 짧은 기간을 영위한 왕조는 훌라구 칸의 왕조였다. 그의 왕조는 서남아시아를 겨우 91년간 다스렸을 뿐이다. 홀라구에 의해 세워진 일 칸국은 1353년 분열되었다.

## 전투 후 상황 및 후세에 남겨진 영향
아인잘루트 전투 후 맘루크 술탄국 군대는 팔레스타인을 북상하여 몽골군 잔당과 레바논에 재침입한 부대를 격파하는 등 시리아 대부분을 평정했다. 그러나 알레포를 회복할 때쯤 이번 전투 공로자였던 바이바르스와 총사령관 쿠투즈가 다시 대립했다. 바이바르스는 알레포의 총독에 임명되어 이 지방에서 자립할 야망을 품었지만, 쿠투즈는 바이바르스가 독립하여 자기 지위를 위협할 것을 두려워해서 거부했다.
그 때문에 카이로로 돌아도는 도중 바이바르스가 군사 쿠데타를 일으켜서 쿠투즈를 살해하고 새로운 맘루크 왕조 술탄이 되었다.
바이바르스는 몽골 침공을 막아낸 영웅으로서 카이로에 개선하여 이집트, 시리아 왕으로써 확고한 지위를 쌓았다. 그 후에도 매년 벌어진 몽골과 전쟁에서 연전연승을 거둔 바이바르스는 중앙아시아에서 내려온 약소민족이었던 맘루크를 안주시키고 정권 주도권을 잡는데 성공해 사실상 맘루크 왕조 시조가 되었다.
한편 아인잘루트 전투 이전에 귀환했던 몽골제국의 훌라구는 아제르바이잔의 타브리즈에 이르러, 둘째형 쿠빌라이와 동생 아리쿠브케가 칸 지위를 놓고 내분이 시작되는 것을 알고는 이 땅에 머물기로 하고, 이란-이라크를 세력권으로 삼아 자립하였다. 이때부터 훌라구의 자손에 의한 세습이 이루어지게 된 이란의 몽골왕국을 일 칸국이라 부르게 되었다.
아인잘루트 전투 결과 팔레스타인은 맘루크 술탄국 영토가 되었고, 그 후에도 일 칸국과 맘루크 술탄국 사이에 레바논, 시리아를 둘러싼 대립이 계속되어 교착상태에 빠지게 되었다. 양국의 각축전은 킵차크 칸국(주치 울루스) 및 동로마 제국, 서유럽 여러나라를 포함시키게 되어, 13세기 후반을 통틀어 가장 치열한 외교전으로까지 번질 정도였다.
이 전투는 맘루크 술탄국 측의 역사가들이 남긴 동시대 아라비아어사료에서 현대 역사연구에 이르기까지 무슬림이 몽골제국군과 정면으로 충돌하여 처음으로 이들을 격파한 전투로써 매우 명성이 높다.
그러나 맘루크 술탄국의 군대가 몽골제국군에게 승리를 거둔 전례는 이미 1221년 호라즘 왕조의 잘랄 웃딘의 군단이 시기 쿠토쿠가 이끄는 3만기병을 격파한 아프가니스탄의 파르완 전투가 있어, 엄밀히 말하자면 처음은 아니었다.
한편 집사(集史) 등 몽골제국 측의 페르시아어 사료에서는 전초전(前哨戰)이 아닌 국지전(局地戰) 취급을 받고 있었다. 몽골측 입장에선 이 전투에 참가했던 몽골제국군은 훌라구의 귀환으로 인해 시리아에 남아있던 주력군의 일부일 뿐이었기 때문이다. 기타 몽골제국군이 실패한 전투는 후일 몽골측에게 반격을 받아 패주하거나 괴멸당하는 상황이 거의 대부분이었기 때문에 아인잘루트 전투는 다른것에 비해 인상이 희박할 수밖에 없다. 아인잘루트 전투가 인상적인 이유는 놀랍게도 그 후 몽골측의 정정(政情)이 놀랍도록 변화하여 레바논, 시리아 탈환의 기회를 잃어버렸고, 결과적으로 이 지역들도 맘루크 왕조 통치하에 있게되는 결정적인 전투가 되었던 것이라 말할 수 있다.
실제로 일 한국에서는 1260년 이후 훌라구, 아바카 등은 킵차크 칸국과 아제르바이잔 지역에서 차가타이 한국과는 호라산 지역의 국경지역 분쟁에 신경을 썼기에 바이바르스가 지배하던 시리아 국경지역 침공에는 후속대책만이 되풀이 되었다.
역대 군주들 중에도 가잔 칸만이 레바논, 시리아 지역에 여러차례 원정군을 파견하였으나, 대부분 군의 규모도 많아야 3만전후에 불과해 알레포 이남지역에 대한 정복엔 실패하였다. 쿠빌라이와 아리쿠브케의 제위계승분쟁 후에도 몽골제국 자체, 왕가간의 분쟁이 장기화가 계속되어 제국전체에 의한 군사행동이 불가능하게 된 것도, 몽골측에 있어 레바논, 시리아에 있던 잃어버린 영토 탈환의 기회가 상실하게 된 근본적인 원인이었다.
더 넓게 본다면 서방에게 있어 몽골제국의 영토확장이 무산된 것이 아인잘루트 전투가 있던 1260년인 것이 확인되고 있어 그 의미로써 매우 상징적인 전투라 할 수 있다.